# Énergie en Albanie
L'Albanie est l'un des pays qui consomme le moins d'énergie en Europe. Selon le World Ressources Institute (WRI), l'intensité énergétique (quantité d'énergie consommé par point de PIB) est de 158,2 tep par million de dollars de PIB.

## Secteur électrique
La consommation électrique du pays est de 5,11 TWh par an, soit 1 783 kWh par an et par habitant, d'autre chiffre de 2018 donne 1 671 kWh, ceux de la banque mondiale sont de 2 309 kWh (2014). C'est nettement moins que la moyenne européenne avec 5 448 kWh.
Presque 100 % de l'électricité du pays est fournie par l'hydroélectricité. L'Albanie se classe au 22e rang européen par sa puissance installée hydroélectrique : 2 193 MW ; sa production hydroélectrique s'est élevée à 5,19 TWh en 2019.
La société Startkraft a construit deux barrages : Banja et Moglicë sur le Devoll. Ces installations ont une puissance installée de 256 MW et produiront 729 GWh par an (soit 17 % de l'électricité actuelle du pays). Le projet va couter 535 millions d'euros selon les estimations. La première installation, celle de Banja, qui a une puissance installée de 73 MW a été inauguré le 23 septembre 2016.
En 2007, l'Albanie a discuté de la possibilité de construire des centrales nucléaire dans le pays. Puis, en 2009, l'Albanie a souhaité s'allier avec la Croatie pour un nouveau projet de centrale nucléaire. Quoi qu'il en soit il n'existe aujourd'hui aucun projet concret de construction de centrale nucléaire.